# Chrzest Litwy (obraz Jana Matejki)
Chrzest Litwy (Dzieje cywilizacji w Polsce, Epoka Jagiellonów, Chrzest Litwy r.p. 1387) – obraz Jana Matejki namalowany w 1888, przedstawiający scenę uroczystego chrztu dostojników i ludu litewskiego. Obecnie przechowywany na Zamku Królewskim w Warszawie jako depozyt Muzeum Narodowego.

## Geneza
W 1385 Korona Królestwa Polskiego i Wielkie Księstwo Litewskie, na mocy porozumienia w Krewie, zawarły unię personalną. Jednym z jej warunków była chrystianizacja Litwy. Król Władysław II Jagiełło, rok po przyjęciu korony polskiej, udał się na ziemie litewskie, by zapoczątkować proces zaprowadzania chrześcijaństwa. Do Wilna przybył w lutym 1387 roku w czasie rozpoczynającego się wielkiego postu. Towarzyszący mu franciszkańscy mnisi podjęli wówczas rekolekcje i nauki o nowej wierze dla litewskich wielmożów, którzy mieli być ochrzczeni w pierwszej kolejności w święta Wielkanocy. Chrystianizacja Litwy odbywała się w latach 1387–1388.
Obraz Chrzest Litwy wchodzi w skład cyklu dwunastu prac Jana Matejki pt. Dzieje cywilizacji w Polsce. Zbiór ten, powstały w latach 1888–1889, stanowi prezentację najważniejszych wydarzeń historycznych narodu polskiego, od początku czasów piastowskich do końca I Rzeczypospolitej.

## Opis obrazu
Dzieło Matejki przedstawia moment uroczystego przyjęcia chrztu przez litewskich książąt i bojarów oraz lud w Wielką Sobotę 1387 roku. W miejscu zburzonej świątyni Perkuna, na skraju dawnego pogańskiego gaju, wzniesiony został krzyż. Na ołtarzu tuż obok niego znajduje się tryptyk z wizerunkiem Matki Boskiej Ostrobramskiej. W obraz wpatruje się królowa Jadwiga, stojąca pod sztandarem Orła Białego i trzymająca w ręku kielich mszalny, przeznaczony dla nowego biskupa Litwy. Przed królową siedzi Jagiełło, który przekazuje pastorał klęczącemu przed nim pierwszemu biskupowi wileńskiemu Andrzejowi Jastrzębcowi. W ceremonii inwestytury uczestniczy również arcybiskup Bodzanta, który pochyla się, błogosławiąc pastorał.
Przed krzyżem klękają litewscy bojarzy i książęta: Wigunt Aleksander, Włodzimierz, Korybut Dymitr, Świdrygiełło, Borys, Korygiełło, Narymunt Gleb. Po lewej stronie obrazu franciszkański mnich błogosławi zgromadzonych otwartą Biblią. Przed nim ukazani są królewscy bracia Skirgiełło (z włócznią) oraz Witold. Pod gajem katoliccy księża głoszą nowym wiernym Słowo Boże. Po prawej stronie obrazu, tuż nad brzegiem Wilii, biskup Radlicz dokonuje zbiorowego chrztu litewskich poddanych.